# Prummelklem

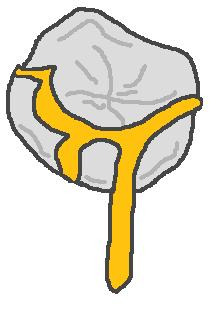
Bovenaanzicht van een kies met Prummelklem

De Prummelklem of "Prummelklammer" is een door de Groningse tandtechnicus Jaap Prummel (1916-1999) ontworpen bevestiging voor een brug. Kenmerkend voor de gegoten metalen bevestiging is een van de linguale arm afgeleide verticale bevestiging in de richting van de wortel van de tand. Deze bevestiging stabiliseert de brug onder de equator waarmee in de anatomie van de mondholte de grens van het tandvlees wordt aangeduid.
De Prummelklem werkt het best bij tanden in de onderkaak.
De Prummelklem wordt zelden toegepast in de tandtechniek.